# Archie Thompson
Pour les articles homonymes, voir Thompson.
Archie Gerald Thompson, né le 23 octobre 1978 à Otorohanga en Nouvelle-Zélande est un footballeur australien. Il a la double nationalité néo-zélandaise et australienne. Cet attaquant, qui joue actuellement pour le Essendon Royals (en), est un international australien, le détenteur du record de nombres de buts marqués dans un match international (13).

## Biographie

### Carrière en club
Le 18 février 2007, alors qu'il évoluait avec le Melbourne Victory, Archie Thompson inscrit un quintuplé face à Adelaïde United, un record en A-League.

### Carrière internationale
Archie Thompson compte 54 sélections et 28 buts avec l'équipe d'Australie entre 2001 et 2013.
Le 11 avril 2001, l'Australie bat les Samoa américaines 31 à 0 dans un match de qualification pour la Coupe du monde 2002, et Thompson marque 13 buts, ce qui est le record actuel. Au total, Thompson a joué 54 fois avec les « Socceroos », marquant 28 buts.

## Palmarès
- Vainqueur de la Coupe d'Océanie en 2004 avec l'Australie
- Champion d'Australie (A-League) en 2007, 2009 et 2015 avec le Melbourne Victory